# Baie de Dwejra
La baie de Dwejra (baie de la cabane, en maltais : Qala ta-Dwejra, en anglais : Dwejra Bay) est une petite baie se trouvant à l'ouest de Gozo. Cette baie est célèbre pour être fermée côté mer par Fungus Rock, un îlot sur lequel pousse le cynomorium écarlate (en maltais Għerq tal-Ġeneral - Racine du Général) une plante qui rentrait dans la pharmacopée de la Sacra Infermeria. Très recherché, au XVIIIe siècle, sa rareté fait qu'il devint très cher. Les chevaliers de l'ordre de Saint-Jean de Jérusalem avaient le monopole de sa récolte et de son commerce.